# Дальневосточный региональный центр РТРС
Филиал Российской телевизионной и радиовещательной сети «Дальневосточный региональный центр» — подразделение Российской телевизионной и радиовещательной сети, основной оператор цифрового и аналогового эфирного теле- и радиовещания в Хабаровском крае и Чукотском автономном округе. Филиал организует вещание 20 цифровых эфирных телеканалов, доступных в стандарте DVB-T2 для 98 % населения Хабаровского края и 95,9 % населения Чукотского автономного округа. Компания оказывает услуги спутниковой связи, предоставляет доступ к сети интернет и кабельному телевидению. Филиал предоставляет телекоммуникационные услуги в удаленные уголки Дальнего Востока. Компания предоставляет услуги организации телефонной связи и доступ к сети интернет органам управления муниципальными образованиями для видеоконтроля избирательных участков и оповещения о чрезвычайных ситуациях.

## История

### 1920—1940-е годы
До 1927 года Хабаровск осуществлял слуховую симплексную радиосвязь с некоторыми пунктами Дальневосточного края, Охотском, Петропавловском, Николаевском и несколькими другим по искровой радиостанции, находящейся в военном ведомстве, Министерство связи средств радиосвязи не имело.
19 сентября 1927 года началось радиовещание в Хабаровском крае. С этого дня радиостанция им. М. В. Фрунзе (радиостанция № 5) стала регулярно вести радиовещание и обеспечивать радиосвязь с городами Дальнего Востока, а также с Москвой.
В 1927 году начали работать первая передающая радиостанция Министерства связи, ныне РС 5, и приемная станция, расположенная на Красной речке. Прием и передача телеграмм осуществлялись на слух непосредственно на приемной радиостанции.
В октябре 1930 года в здании центрального телеграфа, под руководством инженера Быкова, создана была аппаратная радиобюро. Обмен телеграмм производился также на слух.
В 1932 году начал работу приёмный центр на Чёрной речке (после РС 1 и 2) радиосвязи перевёлся на дуплексный режим работы. С того времени начинаются первые попытки организации пишущего приёма с использованием английской и американской аппаратуры (ондуляторы PСА и Симекс, трансмитера Уитстона, Боме и Кридо)
В 1933 году дальневосточники получили возможность слушать радиопередачи из Москвы.
2 августа 1936 года из Хабаровска впервые в СССР была организована радиотрансляция на всю страну. Транслировалось выступление на митинге лётчиков-рекордсменов экипажа Валерия Чкалова. Их самолёт тогда совершил беспосадочный перелёт из Москвы на остров Удд у острова Сахалин протяженностью 10 тысяч километров.
В 1939 году начала работать радиостанция в Комсомольске-на-Амуре, которая уже в следующем году стала одним из самых мощных в стране радиоцентров.
В 1940 году был преобразован в Хабаровскую Дирекцию радиосвязи и радиовещания с подчинением Комсомольского, Биробиджанского, Николаевского-на-Амуре и Петропавловского-на-Камчатке радиоцентров, а также районных радиостанций.
В 1945 году хабаровские связисты обеспечили радиосвязью советскую делегацию во время конференции по созданию Организации Объединённых Наций в США.
В 1946 году радиостанция «Голос России» начала вещание на иностранных языках: японском, китайском, корейском.

### 1950—1960-е годы
1 января 1959 года Хабаровские инженеры связи М. Е. Шестаков, М. Г. Медведский и М. С. Лернер организовали телевидение в Хабаровске. Хабаровск стал первым из дальневосточных городов, в котором началось строительство телецентра. Тогда было закончено строительство первой очереди объекта № 708 (радиостанция № 7 г. Хабаровск) и первой очереди Хабаровского телецентра.
В 1962 году в г. Комсомольск-на-Амуре принят в эксплуатацию телецентр.
В 1963 году «Радиостанция № 7» в полном составе была принята в эксплуатацию.
В 1964 году Хабаровский телецентр принят в эксплуатацию.
1 мая 1965 года был проведён эксперимент по ретрансляции программ Центрального телевидения через спутник связи «Молния-1» на Дальний Восток с Орбиты на Чукотке(Анадырь).
В 1966 году в Хабаровске началось стереофоническое радиовещание.
В 1967 году в Хабаровске и Комсомольске-на-Амуре введены в эксплуатацию две приёмные системы «Орбита» (космическая связь) и переданы на баланс Хабаровской Дирекции радиосвязи и радиовещания (ХДСРВ).
В июле 1969 г. начала действовать Анадырская студия телевидения, которая подчинялась Магаданскому областному комитету по радиовещанию и телевидению. В июле 1971 г. был создан Чукотский окружной комитет по телевидению и радиовещанию, в сентябре в его составе образован радио-телецентр для обеспечения техническими средствами радио и телевизионного вещания.

### 1970—1980-е годы
1970 — Введена в эксплуатацию «Орбита» в Советской Гавани
7 ноября 1970 года газета «Магаданская правда» сообщала, что жители посёлка Билибино впервые увидели прямые телевизионные передачи из Москвы по системе «Орбита». На Чукотке было построено и введено в эксплуатацию семь наземных телевизионных станций системы «Орбита».
в 1971 году введена в эксплуатацию приемная станция «Орбита» в селе Красное Николаевского района.
В 1973 году ХДСРВ переименована в ХКУР ПТУС (Хабаровский краевой узел радиовещания и радиосвязи производственно-техническое управление связи).
8 октября 1974 года запустили станцию «Орбита» в Певеке, так в городе и появилось телевидение.
В 1975 году был создан Радиоцентр № 2 в с. Малиновка. Оттуда специалисты организовывали коротковолновое радиообеспечение первых космических полётов
в 1975 году введена «Орбита» в Чегдомыне. Начало телевещания в Верхнебуреинском районе.
В 1976 году на базе цеха Комсомольского радиоцентра «Азимут-К» организована Станция космической связи № 2 в посёлке Хурмули. СКС в посёлке Хурмули ретранслировал телевизионный сигнал на спутник, передающий его дальше на Чукотку, в Магадан, на Камчатку. Объект «Азимут-К» был предназначен для организации спутниковых трактов приема и передачи (ретрансляции) сигналов телевидения и радиовещания на зону «А» (субъекты Дальневосточного региона с часовым поясом +8, +9 — Камчатский край, Магаданская область, Северная часть Республики Саха (Якутия) и Чукотский автономный округ), для организации спутниковых телефонных каналов связи и обеспечении устойчивого функционирования систем центрального оповещения и связи в условиях чрезвычайных ситуаций и на особый период. Функционирование объекта могло осуществляться полностью в автономном режиме.
В 1975 году Хабаровскому краевому узлу радиовещания и радиосвязи производственно-техническому управлению связи переподчинено Министерству связи СССР, с переименованием в Союзный узел радиовещания и радиосвязи № 8.
В 1987 году Союзный узел радиовещания и радиосвязи № 8(СУР-8) был преобразован в Производственное объединение радиовещания и радиосвязи (ПОР-8).

### 1990—2000 -е годы
В 1992 году ПОР-8 реорганизовано в Государственное предприятие радиовещания и радиосвязи № 8 (ГПР-8).
В 1995 году началось FM-вещание в Хабаровском крае.
В 1998 году ГПР-8 реорганизовано в филиал ВГТРК, как Центр радиовещания и радиосвязи № 8.

### 2000—2010-е годы
В 2001 году Указом Президента Российской Федерации от 13 августа 2001 г. "О создании федерального государственного унитарного предприятия «Российская телевизионная и радиовещательная сеть» образовано предприятие РТРС — на основе слияния федеральных государственных унитарных предприятий «Главный центр телевидения и радиовещания» и «Главный центр управления сетями радиовещания и магистральной радиосвязи».
1 июля 2002 года на базе двух филиалов РТРС ЦРР-8 и «Хабаровского КРТПЦ» создан филиал РТРС «Дальневосточный региональный центр» (приказ РТРС № 102 от 13 июня 2002 года).
22 апреля 2003 года в Хабаровске со станции космической связи «Орбита» организовали перенос спутниковой антенны в центр спутниковой связи в с. Скворцово.
1 января 2005 года Радиоцентр в Елизово Камчатской области переведен из состава «Камчатского ОРТПЦ» в состав Дальневосточного регионального центра.
1 ноября 2006 года в состав Дальневосточного регионального центра РТРС на правах структурного подразделения включён «Камчатский ОРТПЦ».
1 апреля 2007 года в состав Дальневосточного регионального центра РТРС на правах структурного подразделения включён «Магаданский ОРТПЦ».
В мае 2010 года в состав Дальневосточного регионального центра РТРС на правах структурного подразделения вошёл участок телерадиовещания в Анадыре.
В сентябре 2009 года в поселке Корфовском началась тестовая трансляция первого объекта цифрового эфирного вещания на Дальнем Востоке, где впервые продемонстрирована трансляция телевизионных каналов и радиопрограмм в цифровом качестве

### 2010—2020-е годы
В январе 2010 года в Хабаровске запущено цифровое эфирное телевещание в формате DVB-T первого мультиплекса.
В январе 2011 года в Анадыре запущено цифровое эфирное телевещание.
В январе 2012 года в Хабаровске изменён стандарт вещания с DVB-T на DVB-T2.
В июле 2012 года открыт центр консультационной поддержки в Хабаровске.
В январе 2013 года прошло тестовое включение второго мультиплекса в Хабаровске.
В 2014 году было совместное строительство с OAO «Газпром космические системы» телекоммуникационного центра «Восточный» на базе телепорта «Скворцово» для управления спутниками «Ямал-300К» и «Ямал-202» в составе стационарной и мобильной станции служебного канала управления.
От 1 июля 2016 года приказом генерального директора РТРС цех телерадиовещания «Магадан» выделен из состава Дальневосточного регионального центра в отдельный филиал РТРС — «Магаданский ОРТПЦ».
В ноябре 2018 года прошло тестовое включение второго мультиплекса в Хабаровском крае.
От 1 октября 2018 года приказом генерального директора РТРС цех телерадиовещания и спутниковой связи город Петропавловск-Камчатский выделен из состава Дальневосточного регионального центра в отдельный филиал РТРС — «Камчатский КРТПЦ».
3 июня 2019 года в Хабаровском крае отключено аналоговое телевизионное вещание.
В 2020 году Указом от 21 августа 12 работников РТРС удостоены государственных наград «за большой вклад в реализацию проекта по переходу Российской Федерации на цифровой формат телевещания». Орденом Александра Невского был награждён директор филиала Кузнецов Станислав Ильич.
29 июня 2021 года филиал РТРС «Дальневосточный РЦ», совместно с правительством Хабаровского края, запустил цифровое эфирное телерадиовещание (ЦЭТВ) в поселке Тырма Верхнебуреинского района Хабаровского края.
23 сентября 2021 года филиал РТРС «Дальневосточный РЦ», при поддержке правительства Хабаровского края, запустил цифровое эфирное телерадиовещание (ЦЭТВ) в поселке Арсеньево Нанайского района Хабаровского края.
1 апреля 2025 года филиал РТРС «Магаданский ОРТПЦ» вошёл в состав Дальневосточного регионального центра РТРС.

## Деятельность

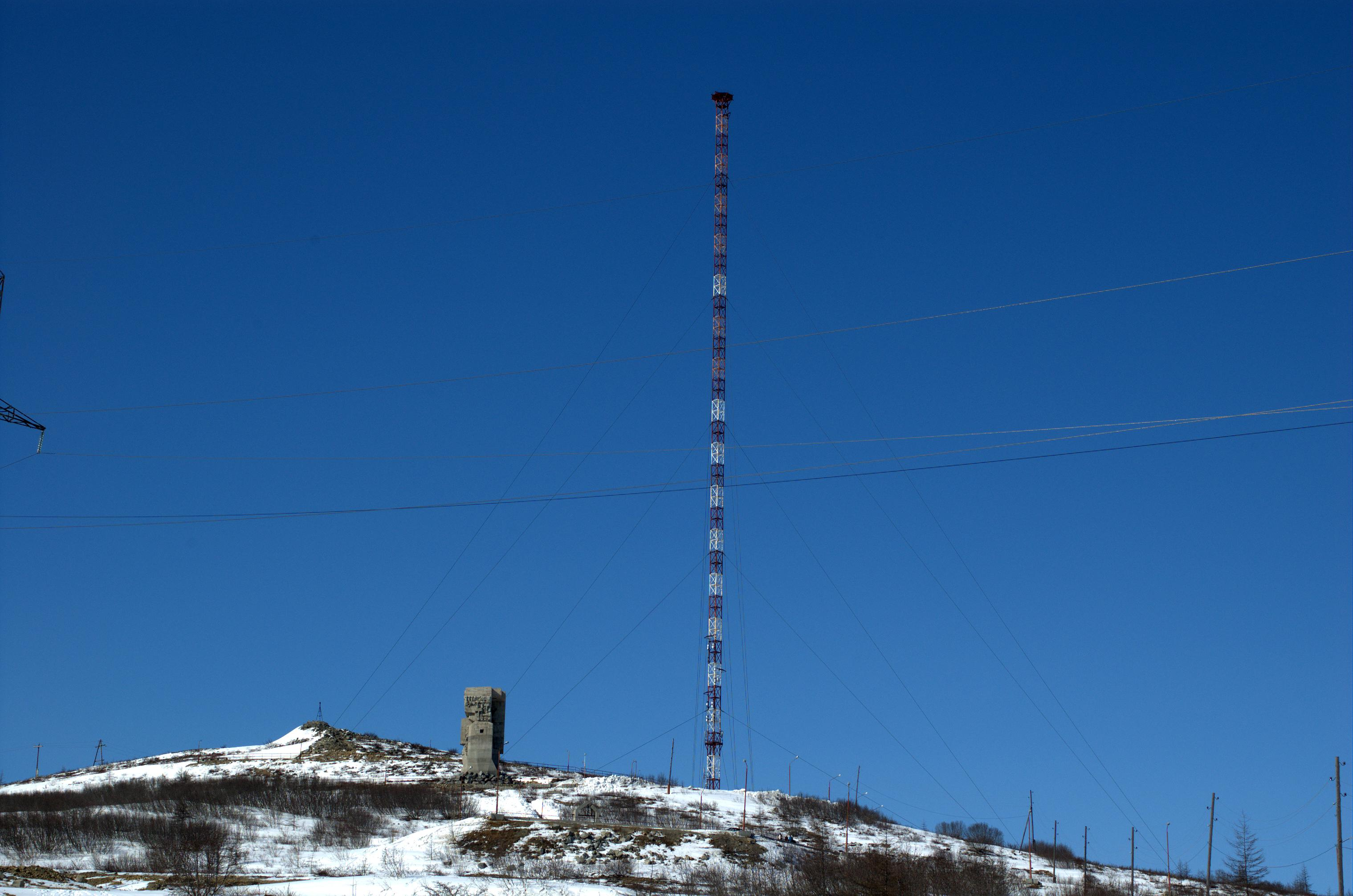
АМС, Сопка Крутая, Магаданская область

С 2010 года в ходе федеральной целевой программы «Развитие телерадиовещания в Российской Федерации на 2009—2018 годы» РТРС начал строительство сети эфирного наземного цифрового телевидения. Первые цифровые передатчики были запущены на Дальнем Востоке (Магаданская область, Камчатский и Хабаровский край, Чукотский автономный округ).

### Магаданская область
В 2008 году завершилось строительство нового объекта — радиотелевизионной передающей станции на сопке Крутая, что позволило внедрить технологии и разработки в области связи, повысить качество вещания и увеличить число телевизионных и радиовещательных программ FM-диапазона, транслируемых в городе. РТПС «Сопка Крутая» с антенно-мачтовым сооружением, высота которого составляет 246 метров, расположена на 250-метровой высоте над уровнем моря. В 2012 году начинается сооружение объектов наземного цифрового телевизионного вещания.

### Камчатский край
В 2011—2018 годах завершено строительство в Камчатском крае сети цифрового эфирного телерадиовещания из 33 объектов. 23 передающие станции построены с нуля. Строительство цифрового телерадиовещания в регионе предусматривалось федеральной целевой программой «Развитие телерадиовещания в Российской Федерации на 2009—2018 годы».

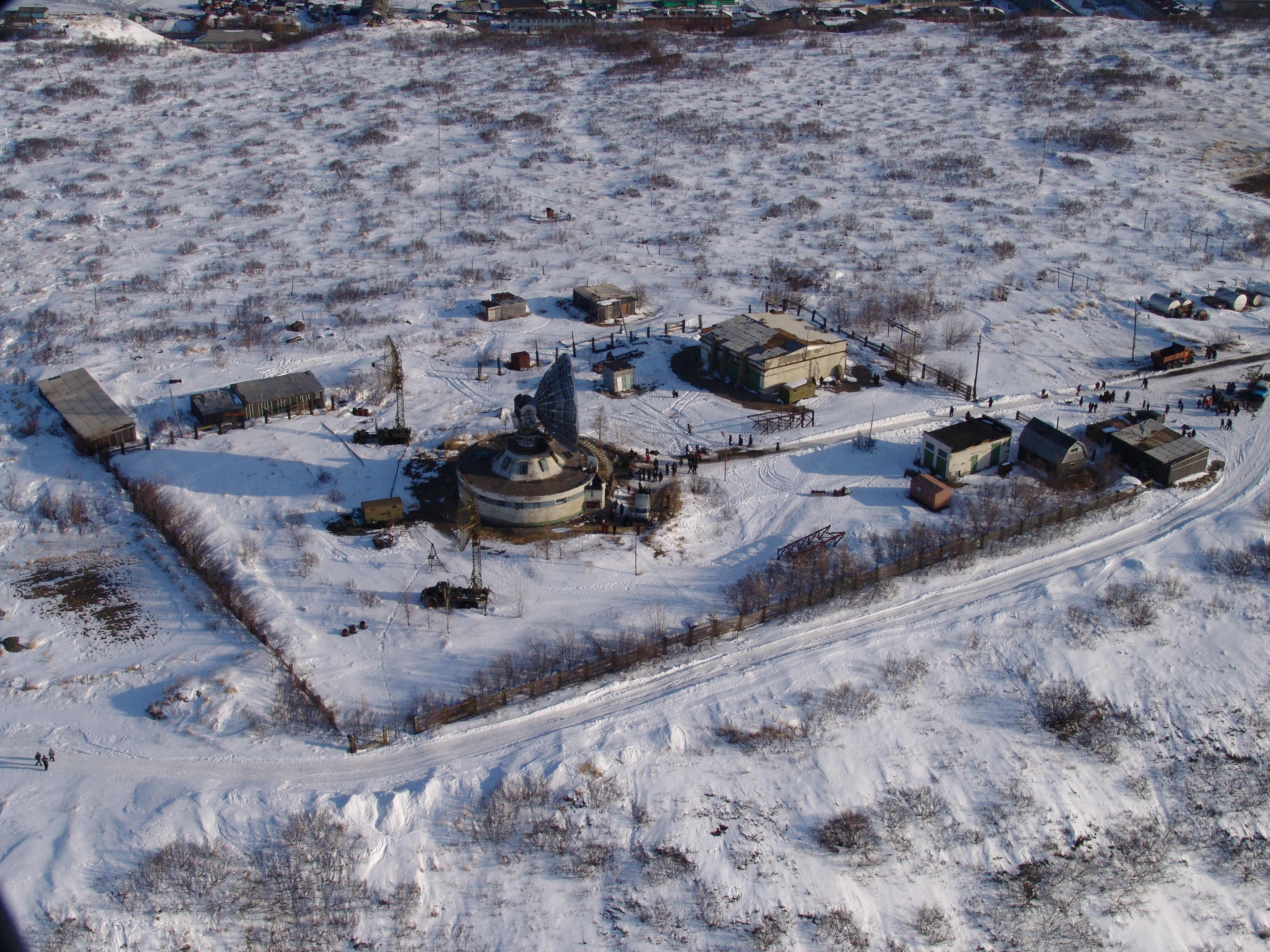
РТПС Камчатский, Тиличики, спутниковая антенна

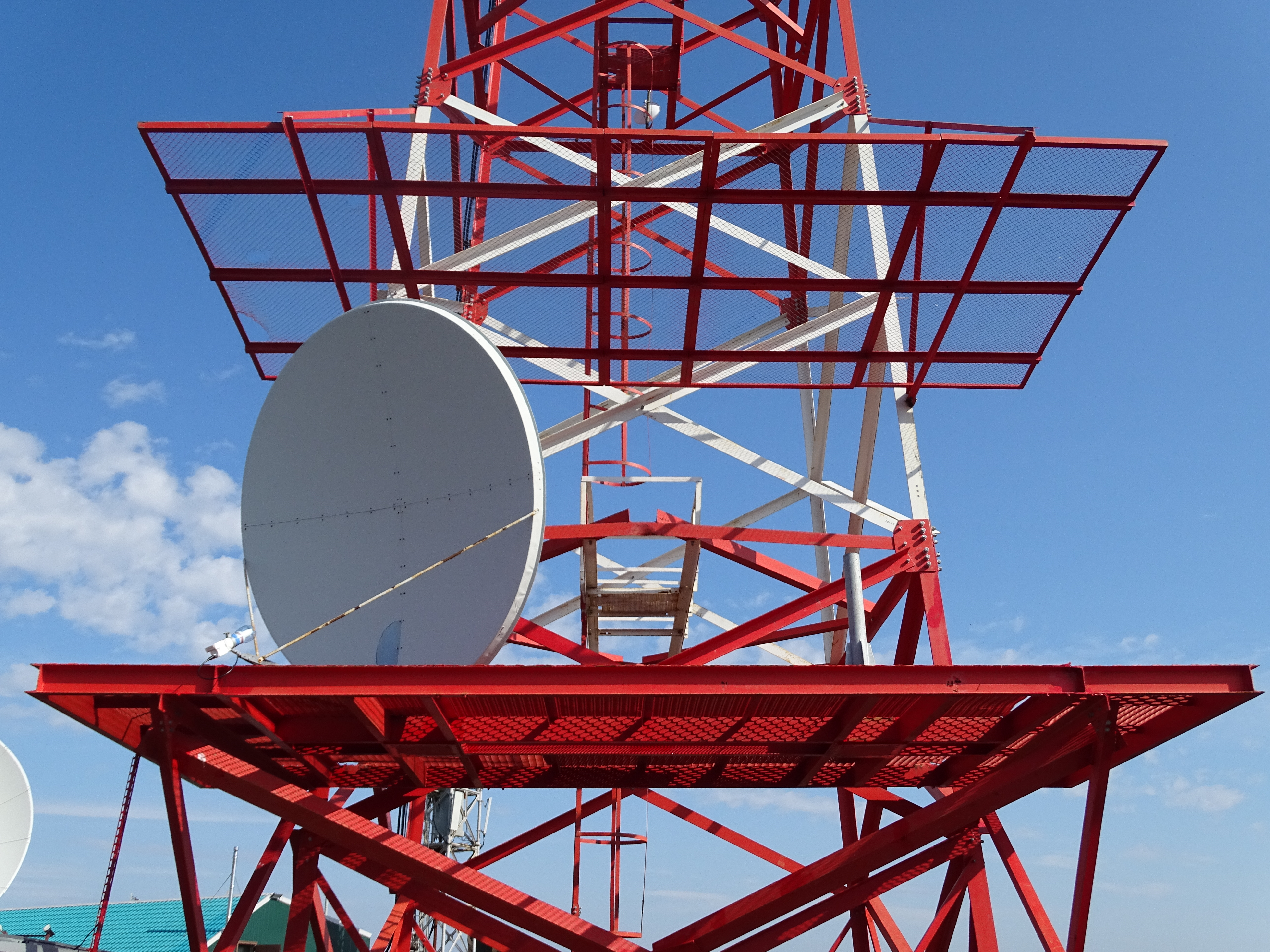
ЦРТС г. Анадырь (Сопка Верблюжья)

22 апреля 2011 года РТРС начал тестовую трансляцию десяти телеканалов первого мультиплекса с десяти передатчиков в Петропавловске-Камчатском, Усть-Большерецке, Мильково, Ключах, Соболево, Тигиле, Оссоре, Коряках, Озерновском, Апаче.

### Хабаровский край
Компания предоставляет услуги спутниковой связи, предоставляет доступ к сети Интернет и кабельному телевидению на Дальнем Востоке. Филиал предоставляет телефонную связь и доступ в интернет органам управления муниципальными образованиями для видеоконтроля избирательных участков и оповещения о чрезвычайных ситуациях. Филиал РТРС «Дальневосточный РЦ» транслирует радио «Восток России» в СВ-диапазоне.
В сентябре 2009 года в поселке Корфовском началась тестовая трансляция первого объекта цифрового эфирного вещания на Дальнем Востоке, продемонстрирована трансляция телевизионных каналов и радиопрограмм в новом, цифровом качестве и возможности использования цифровых ретрансляторов для иных целей :
— Телемедицина для сельских врачей. Хабаровские доктора в режиме онлайн по видеосвязи проконсультировали врачей поликлиники села Шереметьево Вяземского района;
— Образование по видеосвязи. В сельских школах реализованы фрагменты системы телеобучения;
— В поселке Солонцовый района имени Лазо филиалом РТРС налажена сотовая связь.
30 декабря 2013 года в Хабаровске на территории филиала РТРС «Дальневосточный РЦ» по адресу ул. Тихоокеанская, 181 состоялось открытие учебного класса для проведения теоретических и практических занятий студентов ХИИК, а также курсов повышения квалификации для специалистов филиала.

### Чукотский автономный округ
Радиовещание началось с 1935, телевидение с 1967. Трансляцию теле- и радиопередач осуществляет ГТРК «Чукотка».
После окончания строительно-монтажных работ в Хабаровском крае, специалисты «Дальневосточного РЦ» приступили к строительству сети цифрового телевидения в Чукотском автономном округе.
В 2011 году в тестовом формате цифровое вещание заработало в г. Анадырь. Активное строительство сети цифрового вещания на Чукотке стартовало летом 2014 года.
12 сентября 2016 года на Чукотке началось эфирное вещание центральных телепрограмм в современном цифровом формате.
1 октября 2018 года РТРС начал включение программ ГТРК «Чукотка» в каналы первого мультиплекса «Россия 1» и «Россия 24».

## Доступ к сети Интернет и кабельное телевидение

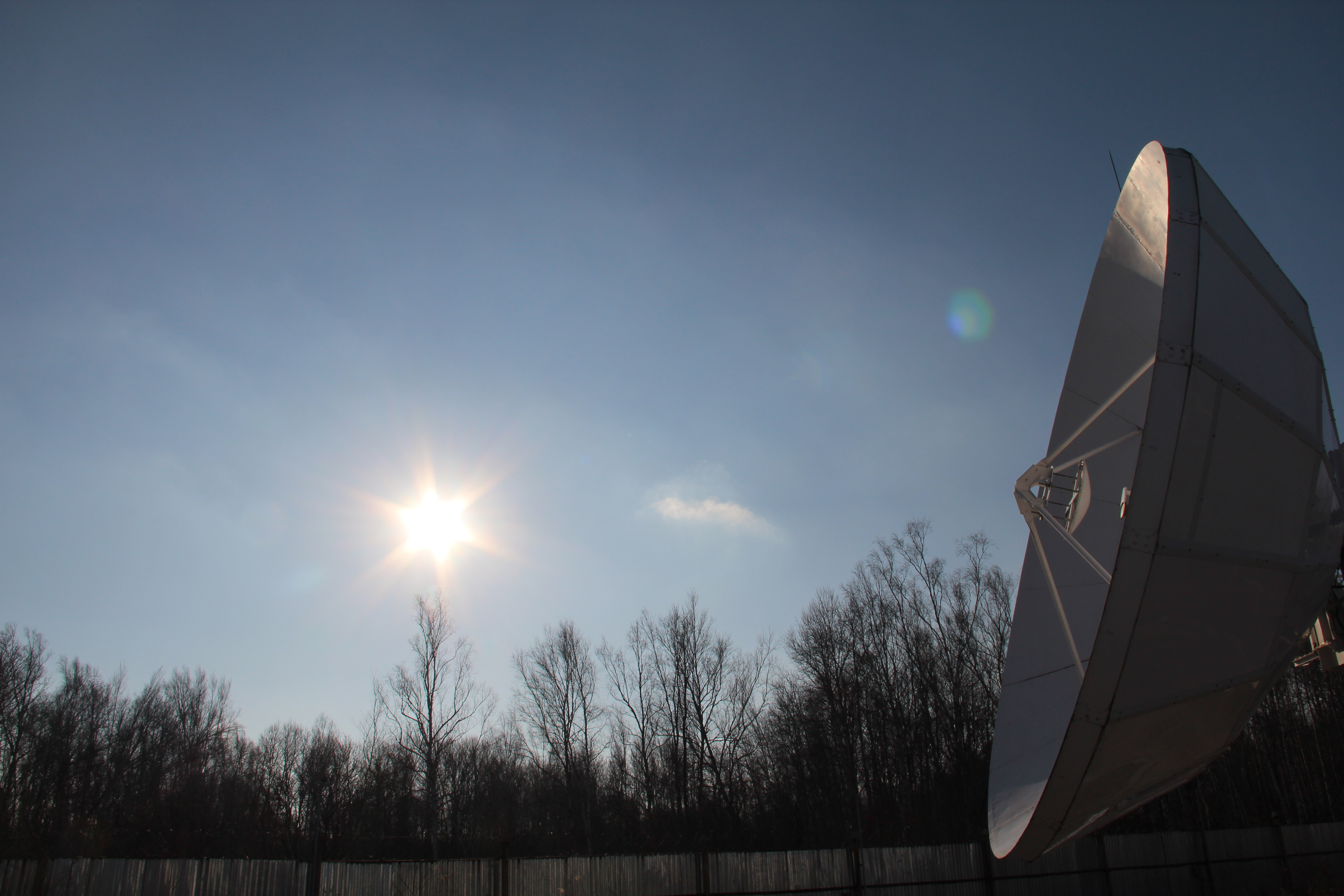
Спутниковая антенна ЦСС с. Скворцово

Филиал РТРС «Дальневосточный РЦ» оказывает услуги доступа к сети Интернет на территории ДФО и кабельного телевидения (КТВ) в г. Хабаровске.
Филиал РТРС «Дальневосточный РЦ» имеет стыки со всеми магистральными и региональными операторами связи, которые обеспечивают прием мультиплексов.
Цех спутниковой связи в селе Скворцово распространяет цифровые и аналоговые телепрограммы на Дальнем Востоке и управляет российскими космическими аппаратами в Восточном полушарии.
С 2020 года РТРС предоставляет возможность применения HbbTV на пяти телеканалах.
В 2014 году на ЦСС на создан восточный пункт управления «Газпром космические системы» для управления спутником «Ямал-300К».

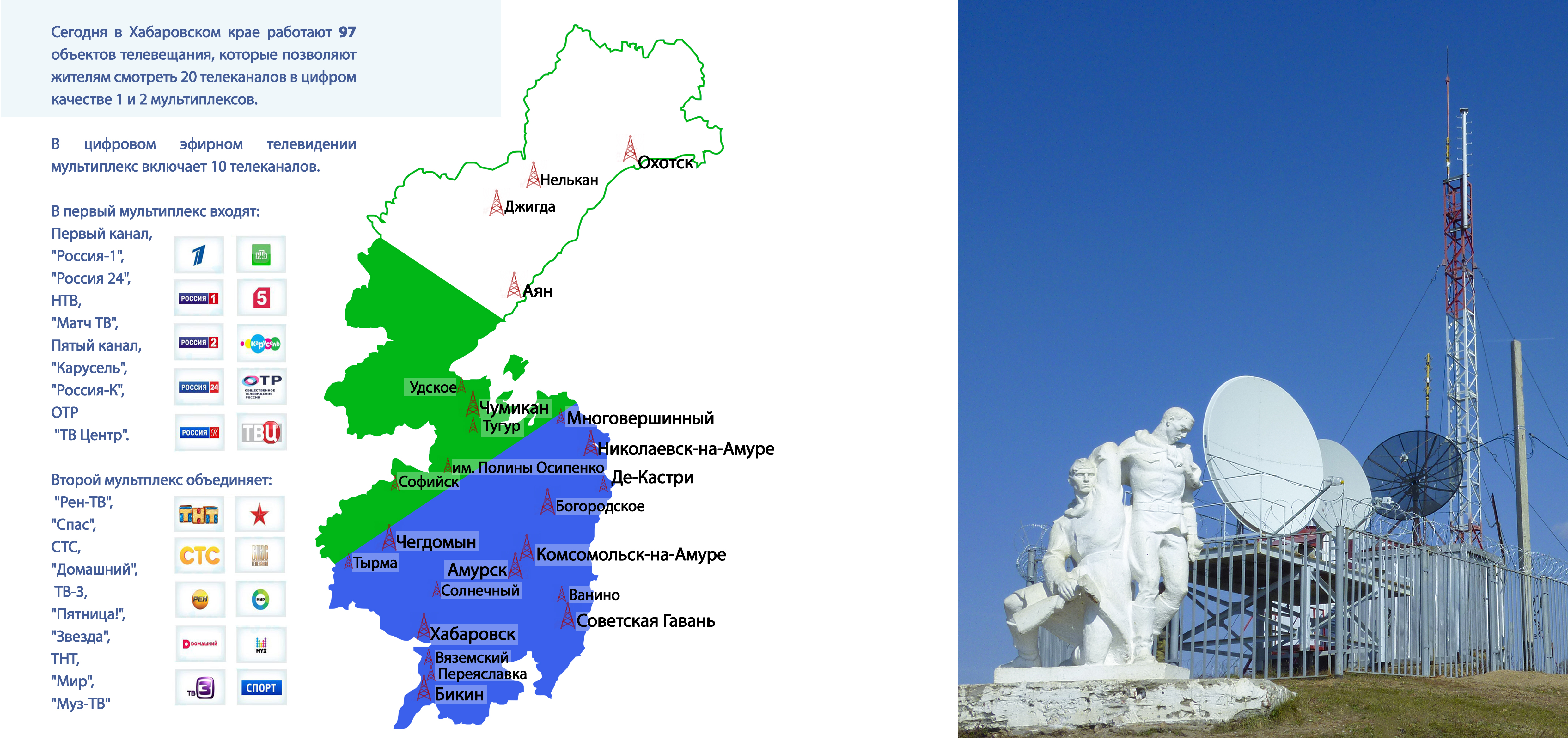
Объекты ЦЭТВ в Хабаровском крае

## Организация вещания
РТРС транслирует в Хабаровском крае:
- 20 телеканалов и три радиоканала в цифровом формате;
- три телеканала и 17 радиостанций в аналоговом формате.

Инфраструктура эфирного телерадиовещания дальневосточного филиала РТРС включает:
- областной радиотелецентр;
- шесть производственных подразделений;
- центр формирования мультиплексов;
- 98 аналоговых передатчиков;
- 190 цифровых передатчиков;
- 60 радиовещательных передатчиков;
- 115 приемо-передающих земных станций спутниковой связи;
- 206 Антенно-мачтовых сооружений;
- 78,6 км волоконно-оптических линий связи.

в Чукотском автономном округе транслируются:
- 20 телеканалов и три радиоканала в цифровом формате;
- три телеканала и одну радиостанцию в аналоговом формате.

Инфраструктура эфирного телерадиовещания дальневосточного филиала РТРС в Чукотском автономном округе включает:
- окружной радиотелецентр;
- производственное подразделение;
- 66 цифровых передатчиков;
- 24 передатчика радиовещания;
- 46 приемо-передающих земных станций спутниковой связи;
- 33 антенно-мачтовых сооружения;
- 846 м волоконно-оптических линий связи.

## Научно-технические изыскания
На предприятии ведутся научные работы в области цифрового эфирного телевидения стандарта DVB-T2.
В сферу научных интересов входят: одночастотные сети цифрового ТВ вещания, замещение информационного контента в цифровом потоке, сетевая задержка цифрового потока, параметры надёжности системы цифрового телевещания.
В 2019 году было организовано тестовое цифровое радиовещание в стандарте DRM на территорию Чукотского автономного округа. Вещание велось из Комсомольска-на-Амуре посредством модернизации аналогового передатчика и реконструкции антенно-фидерных трактов.
В 2019 году организованы точки публичного доступа в интернет посредством радиодоступа в Анадыре.

## Социальная ответственность
19 марта 2020 года заключён коллективный договор РТРС на 2020—2023 годы. В новом коллективном договоре РТРС сохранены действующие социальные льготы и гарантии для работников, в том числе более 30 социальных льгот сверх предусмотренных Трудовым кодексом РФ.
Сотрудникам предоставляется возможность организовать своим детям целевое обучение в СПбГУТ и СибГУТИ.
В МТУСИ и СПбГУТ созданы базовые кафедры РТРС. Обучение на них проходит по дополнительным программам, разработанным с учётом потребностей РТРС.

## Выставочный зал об истории радиовещания и телевидения в Хабаровском крае

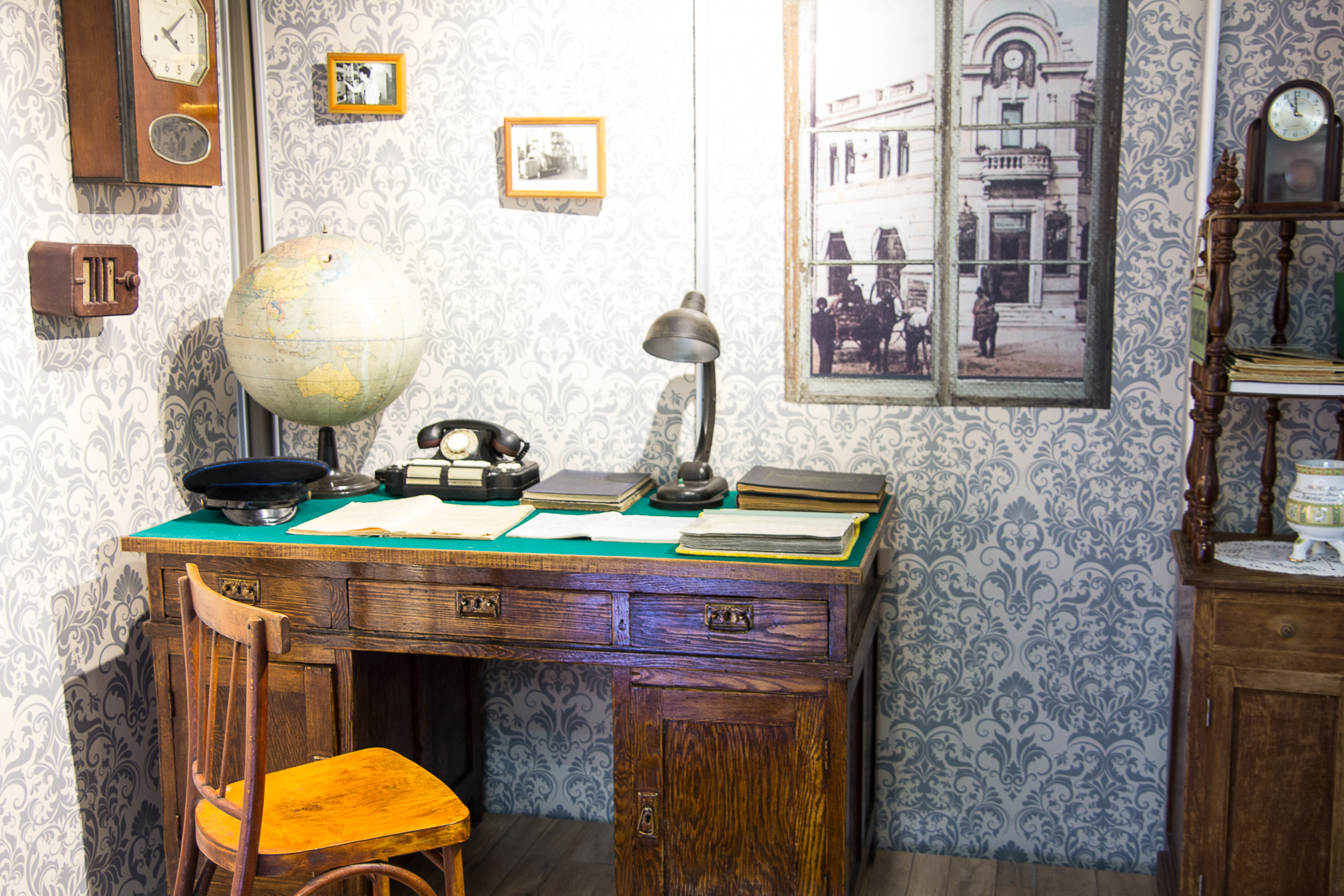
Аутентичная комната связиста СССР в 60-х годах

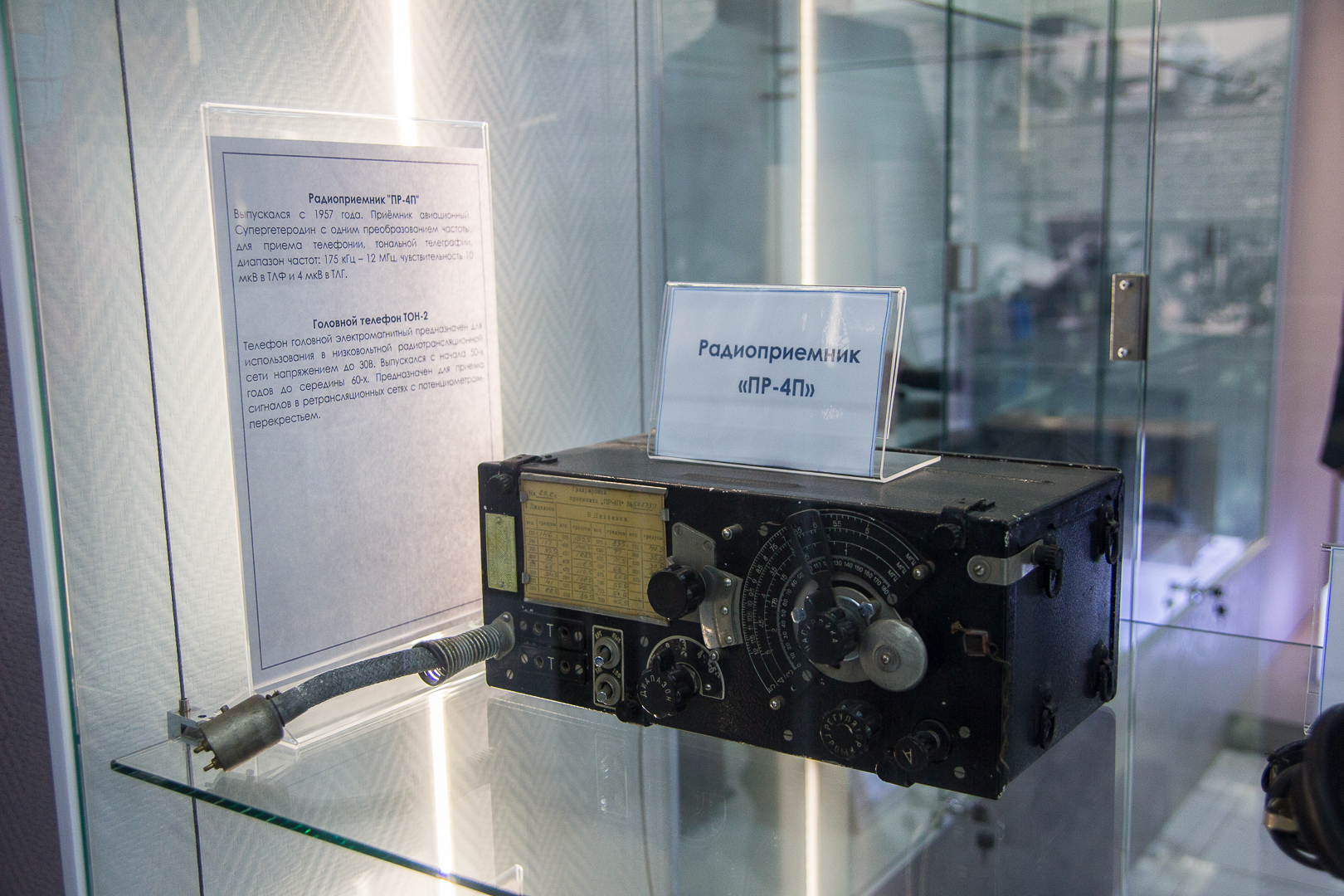
Музейный экспонат

30 сентября 2022 года филиал РТРС «Дальневосточный РЦ» торжественно открыл выставочный зал истории радиовещания и телевидения в Хабаровском крае. Событие приурочено к 95-летию со дня основания филиала, которое относится к 19 сентября 1927 года. Именно тогда в Хабаровске впервые прозвучали слова по радио: «Внимание! Говорит Хабаровск!»
В зале представлены исторические документы, фотографии. Среди экспонатов есть редкие радиоприемники 50-60х годов.
Мастера филиала сделали аутентичные макеты телебашен.

Выставочный зал находится на территории действующего телецентра, поэтому не каждый желающий может туда попасть.

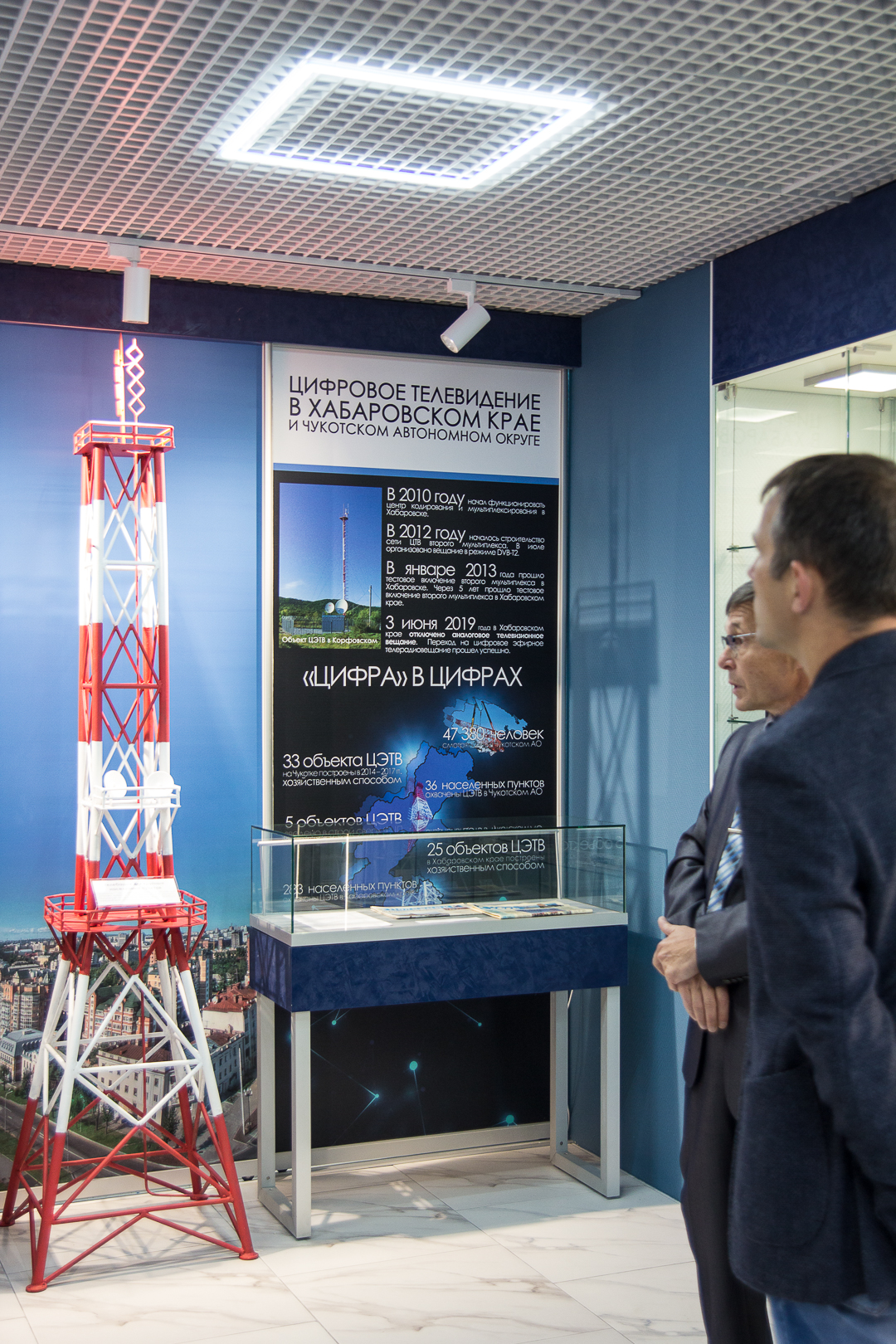

## Награды
Конкурс «Торговая марка года»:
- Победитель в номинации «Социально-ответственный бренд», 2014 год.
- Победитель в номинации «Социально-ответственный бренд», 2015 год.
- Победитель в номинации «Социально-ответственный бренд», 2016 год[56].